# Błotnowola
Błotnowola est une localité polonaise de la gmina de Nowy Korczyn, située dans le powiat de Busko en voïvodie de Sainte-Croix.